# Grammarly
Grammarly es un asistente de escritura estadounidense basado en la nube. Revisa errores de ortografía, gramática, puntuación, claridad, y otros aspectos de textos en inglés. A su vez, detecta plagio y sugiere reemplazos para los errores identificados. También permite a los usuarios personalizar su estilo, tono y vocabulario específico de acuerdo al contexto.
Grammarly fue lanzado en 2009 por Alex Shevchenko, Max Lytvyn y Dmytro Lider. Está disponible como una aplicación independiente para usar con programas de escritorio, una extensión de navegador optimizada para Google Docs y un teclado de teléfono inteligente
Grammarly es desarrollado por Grammarly Inc., con sedes en San Francisco, California (37°46′27″N 122°24′37″O / 37.7741293, -122.4101774), y oficinas en Kiev, Nueva York, Vancouver y Berlín.

## Historia
Grammarly fue fundada por Max Lytvyn, Alex Shevchenko y Dmytro Lider, los creadores de My Dropbox, una aplicación que verifica los ensayos en busca de plagio. Grammarly se diseñó inicialmente como una aplicación educativa para ayudar a los estudiantes universitarios a mejorar sus habilidades en inglés. Posteriormente se ofreció a los clientes que utilizan el inglés en la vida cotidiana.
A principios de 2018, un investigador de seguridad de Google descubrió una vulnerabilidad en la versión beta de la extensión del navegador de Grammarly, que exponía tókens de autenticación a sitios web y potencialmente les permitía acceder a los documentos de los usuarios y otros datos. En unas pocas horas, la compañía lanzó una revisión e informó que no había encontrado evidencia de datos de usuarios comprometidos. Más tarde, en diciembre, Grammarly lanzó un programa de recompensas por errores en HackerOne, ofreciendo una recompensa de US$100 000 al primer hacker de sombrero blanco que acceda a un documento específico en el servidor de la empresa.
Al ser una empresa con raíces ucranianas, Grammarly cortó efectivamente todas las relaciones comerciales con los usuarios en Rusia y Bielorrusia en respuesta a la Invasión rusa de Ucrania en 2022. La compañía también anunció que donará los ingresos netos obtenidos en Rusia y Bielorrusia desde 2014 a Ucrania. También proporcionó acceso gratuito a los medios ucranianos, que informaron sobre la guerra en inglés.

## Recepción
Los revisores han elogiado a Grammarly por su facilidad de uso y sus útiles sugerencias, considerándolo útil a pesar de su precio relativamente alto y la falta de funcionalidad fuera de línea. Josh Steimle de Forbes lo elogió en 2013 y dijo que "es un servicio en línea que rápida y fácilmente mejora tu escritura y te hace sonar como un profesional, o al menos te ayuda a evitar parecer un tonto". Sin embargo, algunos usuarios han criticado a Grammarly por sugerencias incorrectas, ignorancia del tono y el contexto y reducción de la libertad de expresión de los escritores.